# Roestpitohui
De roestpitohui (Pseudorectes ferrugineus synoniem: Pitohui ferrugineus) is een zangvogel uit de familie Pachycephalidae (dikkoppen en fluiters). De vogel komt alleen voor op Nieuw-Guinea en omliggende eilanden.

## Kenmerken
De bergpitohui lijkt qua grootte en postuur op een grote lijster, hij is 27 cm. De vogel is taankleurig bruin, op de borst geleidelijk naar de buik toe lopend iets lichter. Opvallend is een lichte iris en de vrij forse snavel. Er zijn diverse eilandondersoorten.

## Verspreiding en leefgebied
De vogel komt voor in geheel Nieuw-Guinea inclusief de eilanden Waigeo, Batanta, Misool, Salawati, Japen en de Aru-eilanden. De leefgebieden zijn regenwouden en liggen meestal op een hoogte tussen de nul en 1000 meter boven de zeespiegel. De vogel is lastig waar te nemen, maar voor kenners wel te horen en met imitatie gemakkelijk te lokken.
De soort telt vijf ondersoorten:
- P. f. leucorhynchus: Waigeo en Batanta.
- P. f. brevipennis: de Aru-eilanden.
- P. f. ferrugineus: Misool en Salawati en noordwestelijk Nieuw-Guinea.
- P. f. holerythrus: Japen en het noordelijke deel van Centraal-Nieuw-Guinea.
- P. f. clarus: oostelijk en zuidelijk Nieuw-Guinea.

## Status
De grootte van de populatie is niet gekwantificeerd. Er is geen aanleiding te veronderstellen dat de soort in aantal achteruit gaat. Om deze redenen staat de roestpitohui als niet bedreigd op de Rode Lijst van de IUCN.

## Giftig
Uit onderzoek bleek dat deze pitohui als afweer het batrachotoxine bezit, een gifstof die bekend is van pijlgifkikkers uit Midden- en Zuid-Amerika. Bekend is dat de vogels de gifstof niet zelf aanmaken. Waarschijnlijk krijgen ze het gif binnen via een giftige keversoort (Choresine pulchra) die als voedsel dient. Op deze manier komen ook de pijlgifkikkers aan hun giftige afscheiding. Batrachotoxine zit ook in de huid en veren van de de bergpitohui, de bonte pitohui en de blauwkapifrita (Ifrita kowaldi).